# 石川忠男
石川 忠男（いしかわ ただお、1944年 <昭和19年> - 2020年 <令和2年> 1月16日）は、日本の建設官僚。元建設省都市局下水道部長。瑞宝中綬章受章。位階は正五位。

## 略歴
- 1968年（昭和43年）3月：東京大学工学部都市工学科卒業
- 1968年（昭和43年）4月：建設省入省
- 1978年（昭和53年）4月：環境庁水質保全局水質管理課長補佐
- 1980年（昭和55年）2月：建設省土木研究所下水道部汚泥研究室長
- 1982年（昭和57年）6月：建設省都市局下水道部下水道企画課長補佐
- 1984年（昭和59年）4月：岡山県土木部下水道課長
- 1988年（昭和63年）6月：建設省都市局下水道部公共下水道課建設専門官
- 1990年（平成2年）4月：日本下水道事業団計画部上席調査役
- 1991年（平成3年）7月：日本下水道事業団技術開発研修本部研修部長
- 1992年（平成4年）4月：日本下水道事業団技術開発研修本部技術開発部長
- 1993年（平成5年）6月：建設省河川局治水課都市河川室長
- 1995年（平成7年）4月：建設省河川局河川環境課長
- 1995年（平成7年）11月：建設省都市局下水道部公共下水道課長
- 1997年（平成9年）9月：建設省都市局下水道部長
- 2000年（平成12年）6月：退官
- 2000年（平成12年）7月：日本下水道事業団理事
- 2005年（平成17年）7月：日本下水道事業団副理事長
- 2007年（平成19年）7月：日本下水道事業団理事長
- 2008年（平成20年）9月：（財）下水道新技術推進機構理事長
- 2014年（平成26年）11月：瑞宝中綬章受章
- 2020年 (令和2年) 1月：死去。死没日付をもって叙正五位[1]